# Port lotniczy Jekaterynburg
Port lotniczy Jekaterynburg – port lotniczy położony 20 km na południowy wschód od centrum Jekaterynburga, w Rosji.

## Kierunki lotów i linie lotnicze
| Linia lotnicza       | Kierunek |
| -------------------- | --- |
| Aerofłot             | 1. Bangkok-Suvarnabhumi 2. Stambuł 3. Moskwa-Szeremietiewo 4. Phuket 5. Soczi 6. Erywań Sezonowo: 1. Goa |
| Air Arabia           | 1. Szardża |
| Air Cairo            | Sezonowe czartery: 1. Hurghada 2. Szarm el-Szejk |
| Avia Traffic Company | 1. Osz |
| Azerbaijan Airlines  | 1. Baku |
| AZIMUT               | 1. Magnitogorsk 2. Mineralne Wody 3. Moskwa-Wnukowo |
| Azur Air             | Sezonowe czartery: 1. Antalya 2. Dalaman 3. Pattaya 4. Phuket |
| Belavia              | 1. Mińsk |
| Corendon Airlines    | Sezonowe czartery: 1. Antalya |
| Flydubai             | 1. Dubaj |
| FlyOne               | 1. Erywań |
| Gazpromavia          | Sezonowe czartery: 1. Nadym 2. Nowy Urengoj 3. Yamburg |
| IFly                 | Sezonowe czartery: 1. Hurghada |
| IrAero               | 1. Baku |
| Izhavia              | 1. Iżewsk |
| NordStar             | 1. Norylsk 2. Wołgograd |
| Nordwind Airlines    | 1. Soczi |
| Pobeda               | 1. Antalya 2. Moskwa-Szeremietiewo 3. Moskwa-Wnukowo 4. Sankt Petersburg 5. Soczi Sezonowo: 1. Królewiec |
| Qazaq Air            | 1. Astana |
| Red Wings            | 1. Aktau 2. Ałmaty 3. Antalya 4. Astana 5. Baku 6. Barnauł 7. Buchara 8. Gornoałtajsk 9. Stambuł 10. Kazań 11. Kemerowo 12. Kutaisi 13. Machaczkała 14. Moskwa-Domodiedowo 15. Namangan 16. Niżny Nowogród 17. Nowokuźnieck 18. Omsk 19. Orenburg 20. Samara 21. Samarkanda 22. Saratów-Gagarin 23. Stawropol 24. Taszkent 25. Tbilisi 26. Tomsk 27. Ufa 28. Uljanowsk 29. Urgencz 30. Władykaukaz 31. Erywań Sezonowe czartery: 1. Phuket |
| Rossija              | 1. Krasnojarsk 2. Moskwa-Szeremietiewo 3. Penza 4. Sankt Petersburg Sezonowe czartery: 1. Hurghada 2. Szarm el-Szejk |
| RusLine              | 1. Archangielsk 2. Biełojarsk 3. Narjan-Mar 4. Niżniewartowsk 5. Syktywkar 6. Tomsk |
| S7 Airlines          | 1. Irkuck 2. Nowosybirsk |
| SCAT Airlines        | 1. Taraz |
| Severstal Avia       | 1. Czerepowiec 2. Pietrozawodsk |
| Smartavia            | 1. Moskwa-Szeremietiewo 2. Sankt Petersburg 3. Soczi |
| Somon Air            | 1. Duszanbe |
| Southwind Airlines   | Sezonowe czartery: 1. Antalya |
| Ural Airlines        | 1. Baku 2. Biszkek 3. Błagowieszczeńsk 4. Czyta 5. Dubaj-Al Maktoum 6. Duszanbe 7. Fergana 8. Hurghada 9. Irkuck 10. Stambuł 11. Królewiec 12. Chabarowsk 13. Chodżent 14. Krasnojarsk 15. Machaczkała 16. Mineralne Wody 17. Moskwa-Domodiedowo 18. Namangan 19. Osz 20. Pietropawłowsk Kamczacki 21. Sankt Petersburg 22. Samarkanda 23. Szarm el-Szejk 24. Soczi 25. Taszkent 26. Ufa 27. Władywostok 28. Jakuck 29. Jużnosachalińsk    |
| UTair Aviation       | 1. Chanty-Mansyjsk 2. Samara 3. Sowietskij 4. Surgut 5. Tiumeń 6. Ufa 7. Uraj |
| UVT Aero             | 1. Tobolsk |
| Uzbekistan Airways   | 1. Namangan 2. Taszkent |
| Yakutia Airlines     | 1. Sankt Petersburg 2. Jakuck |
| Yamal Airlines       | 1. Nadym 2. Nowosybirsk 3. Nowy Urengoj 4. Nojabrsk 5. Salechard |